# طبقة زلزالية
في فيزياء الأرض وعلم الزلازل، تغطي الطبقة الزلزالية مجموعة الأعماق داخل القشرة أو الغلاف الصخري التي تنشأ فيها معظم الزلازل. يعتمد السمك اعتمادا كبيرا على الموقع. بالنسبة إلى القشرة المحيطية، يمكن أن يتراوح سمك الطبقة الزلزالية بين 0 و 40 كم، وبالنسبة للقشرة القارية، فهو يتراوح بين 0 و 25 كم. من المهم أيضًا أن نلاحظ أنه في مناطق الاندساس، حيث يتم دفع طبقة زلزالية فوق طبقة أخرى يمكن أن يؤدي إلى زلازل عميقة جدًا يصل عمقها إلى 700 كم. يمثل أساس هذه الطبقة التغير الهابط في آلية التشوه من العمليات المرنة والاحتكاكية (المرتبطة بالتصدع الهش) إلى منطقة زحف غير زلزالي بشكل عام حيث يصبح الزحف اللدن هو العملية السائدة. يشار أحيانًا إلى موقع هذا التغيير في نمط التشوه باسم منطقة الانتقال الهش-اللدن ‏.